# Colegio de la Inmaculada (Gijón)
El Colegio de la Inmaculada, cuyo nombre completo y oficial es Colegio Inmaculada Concepción, es un colegio católico dirigido por la Compañía de Jesús en Gijón, Asturias (España). Imparte enseñanza en los siguientes ciclos del sistema educativo de España:
- Educación infantil (concertado)
- Educación primaria (concertado)
- Educación secundaria (concertado)
- Bachillerato (privado)

## Ranking académico
Es uno de los 100 mejores colegios de España según el estudio anual que realiza el diario El Mundo.
En 2010, de los 85 alumnos matriculados en 2º de bachillerato en el colegio, 82 aprobaron el curso en junio (96,4 %) y se presentaron los 82 a la PAU, aprobando 79 (96,3 %), y superando el 9,00 de media 8 de ellos. Tras la prueba específica, 2 alumnos superaron la nota de 13,50.

## Modelo de Excelencia EFQM
El 14 de octubre de 2010 la Fundación Europea para la Gestión de la Calidad (European Foundation for Quality Management, EFQM, en inglés) otorgó al Colegio de la Inmaculada el Sello de Excelencia Europea EFQM 400+.

## Historia
El colegio de los jesuitas de Gijón se puede considerar continuación del que la Compañía de Jesús había fundado en 1854 en Carrión de los Condes (Colegio Sagrado Corazón de Jesús), ya que, debido a que la mayoría de los alumnos, en régimen de internado, eran asturianos, los jesuitas decidieron abrir el Colegio de la Inmaculada en Gijón, y destinar el edificio de Carrión de los Condes (actualmente conocido como Monasterio de San Zoilo) a noviciado.

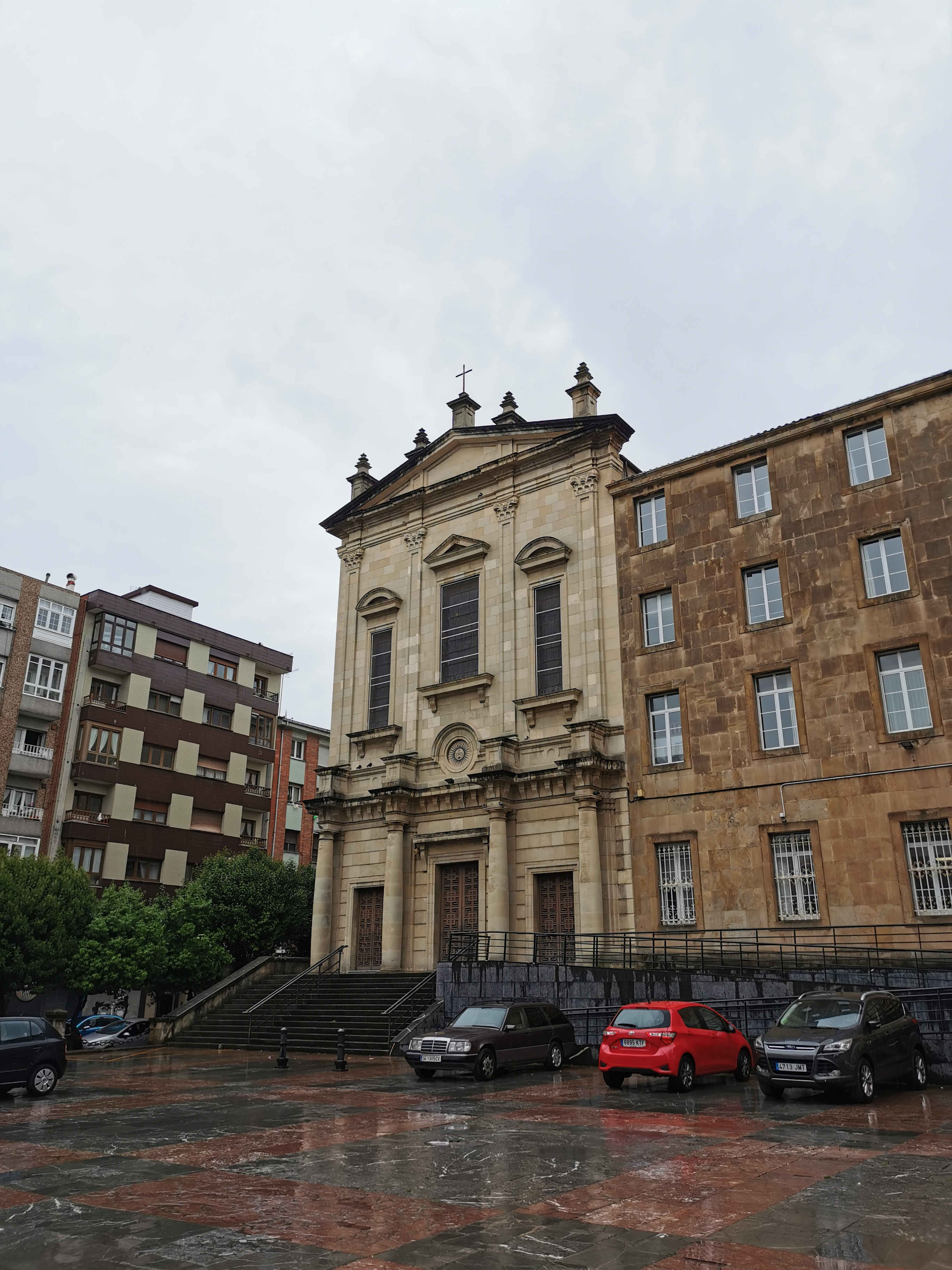
La iglesia neoclásica

El 30 de septiembre de 1890 se inauguró el primer curso académico en el Colegio de la Inmaculada, en el edificio que los Jesuitas construyeron en una colina llamada "El Real" situada a más de 200 m de donde entonces terminaba la ciudad de Gijón, en la carretera a Ceares, hoy avenida de los hermanos Felgueroso. Recibía ese nombre (El Real) por ser el lugar donde se instaló el campamento del rey Enrique III de Castilla durante el asedio a Gijón de la guerra de los Trastámara (siglo XIV). 
Se trataba de un lugar ideal, sin casas en los alrededores, abierto a los cuatro vientos, cuya elevación permitía ver el mar. El edificio era sobrio, sólido, simple, de una funcionalidad máxima, donde se prescindió de todo lujo y ostentación. 
El 23 de enero de 1932, durante la persecución religiosa llevada a cabo por la Segunda República Española, el gobierno republicano disuelve la Compañía de Jesús y se incauta de todas sus propiedades, incluido el colegio, que destinan a cuartel del Regimiento de Infantería de Montaña Simancas n.º 40, lo que conlleva a su total destrucción en la Guerra civil durante la batalla del Cuartel de Simancas. 
El 8 de octubre de 1941, por decreto del Ministerio de Justicia, el solar es devuelto a los Jesuitas, aunque no se les compensa por la destrucción del edificio, y el 23 de noviembre comienzan las obras de reconstrucción, sobre planos de los arquitectos Federico y Francisco Somolinos, antiguos alumnos. En 1946 la comunidad vuelve al reconstruido edificio, donde permanece hasta hoy en día. El 25 de julio de 1958 se inaugura la escultura de Manuel Álvarez Laviada en la fachada.
Desde su fundación había sido un colegio únicamente masculino, pero en 1972 se incorporaron las primeras alumnas en algunos cursos, y el centro se convirtió en colegio mixto. En 1993 se completó el proceso de admisión de alumnas en todos los cursos, siendo este el primer año en el que el Colegio es mixto en todos sus niveles.

## Publicaciones
La revista del colegio, "Páginas escolares", se publicó por primera vez el 29 de junio de 1904, convirtiéndose en el primer periódico de la historia publicado por un colegio jesuita. Durante varias décadas fue sustituido por la revista "Qué", pero una disputa por los derechos editoriales del nombre obligó al colegio a recuperar en 1986 la primitiva denominación "Páginas Escolares". En la actualidad es el periódico escolar más antiguo de España que sigue publicándose. En 2004 celebró su centenario. En el curso 2014-2015 la revista se actualiza y pasa a editarse, por primera vez, en color.

## Deportes

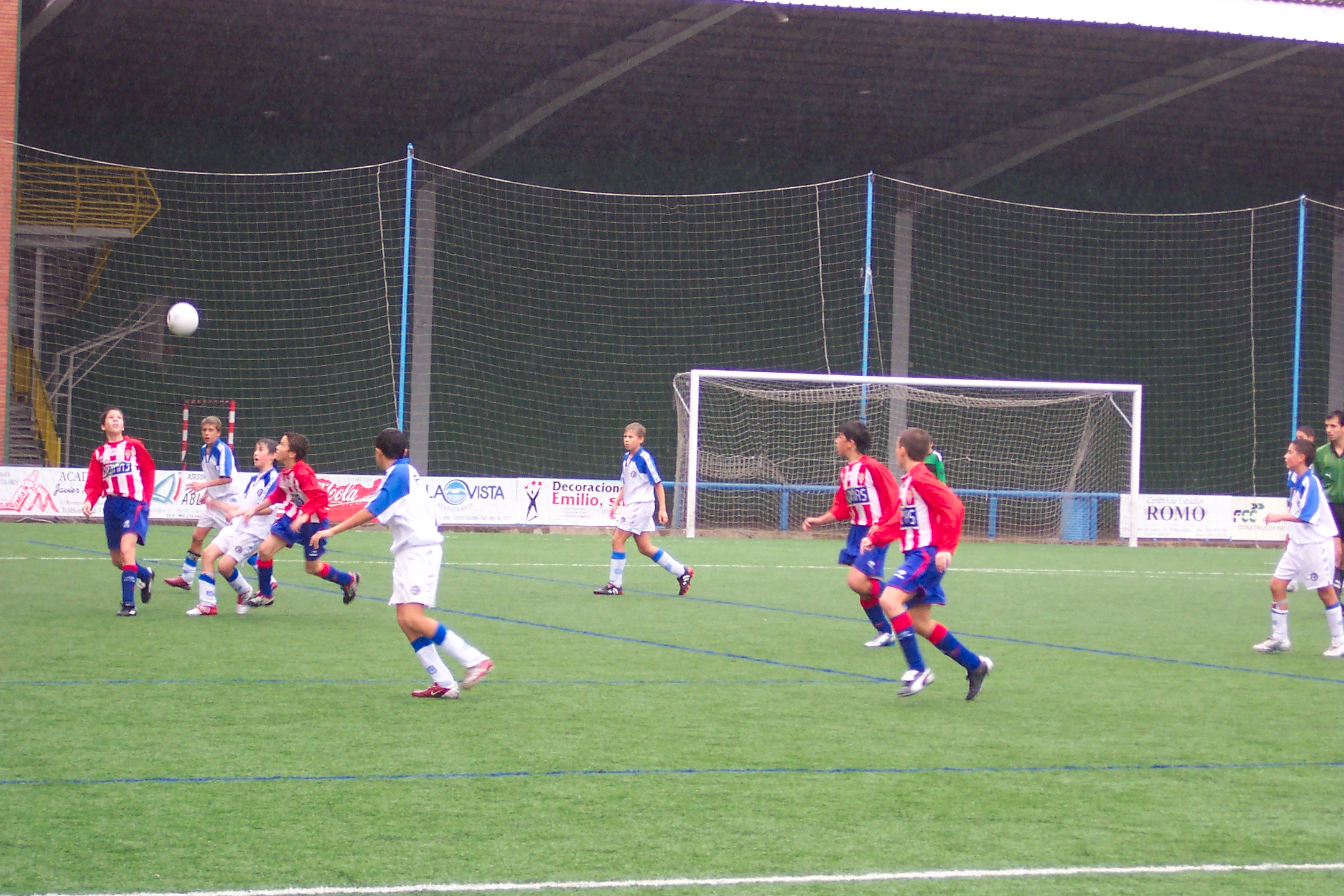
El primer partido entre los dos equipos de fútbol más antiguos de Gijón, Inmaculada-Sporting, del que se tiene constancia escrita se celebró el 20 de febrero de 1910 en el colegio.

La implicación e importante aportación del colegio de la Inmaculada y la compañía de Jesús a la vida deportiva de la ciudad de Gijón ha sido una constante desde la fundación de dicho centro.
El Colegio de la Inmaculada ha obtenido innumerables campeonatos y trofeos a nivel local, regional y nacional en fútbol masculino, baloncesto, balonmano, hockey sobre patines masculino, voleibol y judo. Hay que destacar el campeonato de España escolar en los Juegos Nacionales disputados en Madrid en 1957.
También es remarcable en el apartado deportivo, que fue en el paraninfo de este colegio, en el año 1982, donde se fundó el club profesional Gijón Baloncesto, fruto de la unión de tres equipos: el propio Inmaculada, el Real Grupo de Cultura Covadonga y el colegio Menéndez Pidal. Asimismo, la Agrupación Balonmano Gijón Jovellanos también contó con el colegio Inmaculada como uno de sus equipos fundadores junto al Centro de Formación Profesional Revilla-Gigedo, Colegio del Corazón de María, Colegio Ursulinas y Grupoastur Balonmano. 
En su histórico campo de fútbol se instaló césped artificial en 2002, procediéndose a la inauguración y bendición de las nuevas instalaciones en 2003 con la presencia de Arsenio Iglesias. En 2023 se renovó el césped y se instaló nueva iluminación y nueva protección en su perímetro. 

### Olímpicos
Javier Manjarín y Ángela Pumariega han ganado medallas de oro olímpicas. Manjarín lo hizo en fútbol en los Juegos Olímpicos de Barcelona 1992 y Pumariega en vela en los Juegos Olímpicos de Londres 2012.

### Fútbol
- Campeón de España absoluto de fútbol infantil en 1967, derrotando al Real Madrid Club de Fútbol y al Fútbol Club Barcelona en la fase final celebrada en Castellón de la Plana.
- Campeón de España Escolar de fútbol cadete en Logroño 1978.
- Campeón de España Escolar de fútbol cadete en 1985, venciendo a Santander en la final celebrada en Oviedo en el estadio Carlos Tartiere. El campeonato fue organizado por el Consejo Superior de Deportes (CSD)

### Baloncesto
- Campeón de España absoluto infantil en 1981.
- Campeón de España escolar cadete en 1982.
- Subcampeón del Torneo Europeo escolar infantil en 1984 (Bruselas, Bélgica).
- Campeón del XXVII Torneo de la península infantil femenino 2013.

### Balonmano
- Campeón de España absoluto de balonmano infantil en 2001

## Símbolos

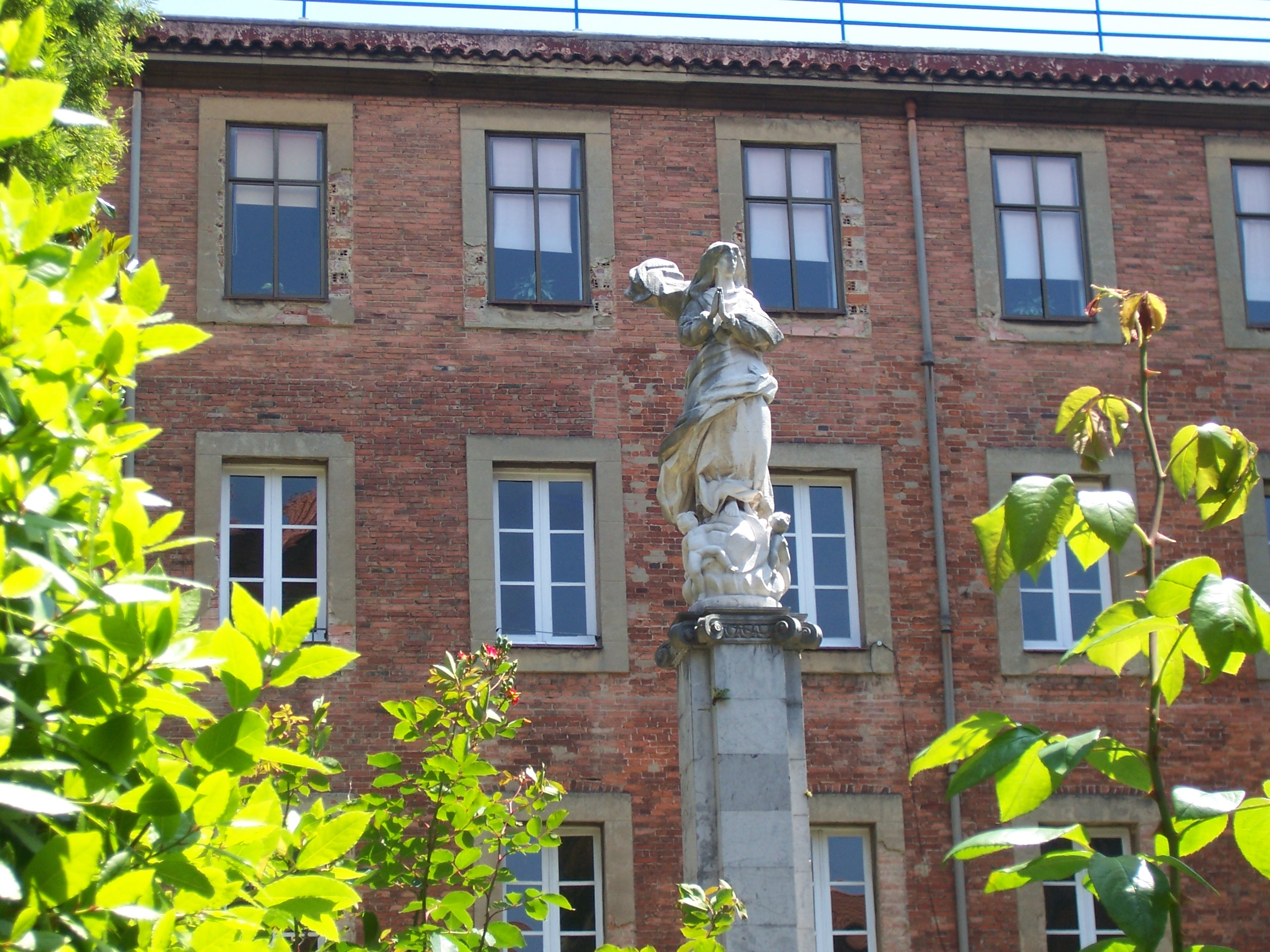
Imagen de la Virgen en el jardín.

- Escudo: Su escudo es partido: primero, de plata, una caldera colgada de un llar sostenida por dos lobos, todo de sable; segundo, de plata, campaña de sinople un Don Pelayo al natural. En punta, de azur, lirios al natural. El todo sobre la Cruz Laureada de San Fernando.
- Bandera: Su bandera es rectangular, azul claro, con el escudo en el centro. El color azul claro es el color del colegio (definido como Pantone 299), representativo de la devoción a la Virgen Inmaculada. Es el color tradicional del manto de la Virgen , y el color de la casulla que visten los sacerdotes españoles durante la celebración de su festividad, el día 8 de diciembre, desde 1864, cuando la Santa Sede les otorgó este privilegio como agradecimiento a la defensa del dogma de la Inmaculada Concepción que hizo España.
- Himno: El himno del colegio fue compuesto por el músico Ignacio Uría de Arístegui (1882-1950), natural de Azpeitia-Loyola y maestro de música del Colegio desde 1913. Se canta en todas las celebraciones y acontecimientos relevantes.
- Uniforme:
  - Los uniformes deportivos son de color blanco, color de la túnica de la Virgen Inmaculada, con adornos azules, color del manto de la Virgen y de la bandera del colegio, mientras que el chándal es negro, color de la sotana jesuita.
  - El uniforme escolar se reimplantó en el curso académico 2007/08. Es obligatorio en educación infantil, educación primaria y educación secundaria.

## Hermanamientos
Tiene un convenio de hermanamiento con el Colegio de San Luis Gonzaga de Glasgow (Escocia), y otro con el Colegio St. Blasien de St. Blasien (Alemania), para el intercambio de alumnos y profesores. También se está empezando a fomentar el intercambio con colegios de Malta con mucho éxito.

## Campamento de verano
El colegio comenzó organizando su campamento de verano como actividad paraescolar en 1987 en el seminario menor de Nuestra Señora Virgen del Camino en Santibáñez de Porma (Valdefresno, provincia de León), y en 2012 pasó a organizarlo en el albergue turístico Poblado Romano "El Valle" de Saldaña (provincia de Palencia). Continuando con el mundo del ocio y tiempo libre el Colegio creó en 2014 su propia escuela de tiempo libre: Escuela de Animación Juvenil y Tiempo Libre "Inmaculada Concepción Jesuitas".

## Antiguos alumnos destacados
- Torcuato Fernández-Miranda, expresidente del Gobierno de España y expresidente de las Cortes.
- Ramón Pérez de Ayala, escritor.
- Alejandro Braña, destacado fotógrafo, escritor y editor.
- Enrique García-Rendueles, sacerdote y escritor.
- Romualdo Alvargonzález Lanquine, ingeniero, político y empresario.
- Luis Díez-Alegría Gutiérrez, Capitán General de la VII Región Militar, jefe del Alto Estado Mayor y senador.
- Manuel Díez-Alegría, militar.
- José María Díez-Alegría, sacerdote y teólogo de la liberación. Medalla del mérito del trabajo.
- José Maldonado, último presidente de la Segunda República Española en el exilio.
- Rodrigo Molina, sacerdote fundador de Unión Lumen Dei.
- Alfonso Nieto Tamargo, exrector de la Universidad de Navarra.
- Emilio Botín, expresidente del Banco Santander (1986–2014).
- Jaime Botín, expresidente de Bankinter.
- Manuel Vega-Arango, expresidente del Real Sporting de Gijón y expresidente de la Liga Nacional de Fútbol Profesional.
- Juan Alsina Torrente, exconsejero de Economía e Industria del  Gobierno del Principado de Asturias.
- Alonso Puerta, exvicepresidente del Parlamento Europeo.
- Pedro de Silva, expresidente del Gobierno del Principado de Asturias.
- Rafael Puyol Antolín, exrector de la Universidad Complutense de Madrid.
- Luis Martínez Noval, exministro de Trabajo y Asuntos Sociales del Gobierno de España.
- Juan Suárez Botas, pintor.
- Kike Figaredo S.J., prefecto apostólico de Battambang (Camboya) y candidato al Premio Príncipe de Asturias a la Concordia en 2008.
- Eloy Olaya, exfutbolista internacional.
- Carmen Moriyón, alcaldesa de Gijón.
- Ricardo Bango, exfutbolista internacional.
- Javier Manjarín, campeón olímpico en fútbol y exfutbolista internacional.
- Ángela Pumariega, campeona olímpica en vela.
- José Manuel Rivero, exconsejero de Economía y Empleo del Gobierno del Principado de Asturias.
- Fernando Goñi Merino, expresidente de la Junta del Principado de Asturias.
- Fernando Piñera Gonzalez, exjudoka internacional con los equipos nacionales absoluto y sub-21.
- Juan José Plans, escritor, Premio de la Letras Asturianas.
- Avelino González Fernández, médico pediatra impulsor de La Gota de Leche (Gijón)